# Velimir Svoboda
Velimir Svoboda (tudi Swoboda), slovenski partizan, vojaški strateg in podpolkovnik, * 6. maj 1915, † 17. januar 1974, Puštal.

## Življenjepis
5. aprila 1941 se je poročil s Hildegardo Wolkensperg, puštalsko baronico. 
Velimir Svoboda je bil v Kraljevini Jugoslaviji podpolkovnik v kraljevi vojski, po kapitulaciji se je pridružil partizanom kot vojaški strateg. Bil je komandant 2. bataljona Kokrškega odreda od septembra 1944 do konca istega leta. Sodeloval je tudi pri osvoboditvi Trsta. 
Ker ni hotel vstopiti v komunistično partijo, si je s tem in še z nekaterimi konflikti nakopal kar nekaj zamer in po vojni pristal v taborišču Teharje pri Celju. Iz taborišča se je vrnil zelo prizadet in od tega si ni nikoli opomogel.
Ker je imela njegova žena v lasti grad in veliko posestva, je oblast vse podržavila. Kot udeležencu NOB se mu je uspelo dogovoriti, da dobita vsaj majhen, zahodni trakt gradu, kjer je baronica živela do svoje smrti leta 2012.